# Xylotrechus idoneus
Xylotrechus idoneus är en skalbaggsart som beskrevs av Charles Joseph Gahan 1907. Xylotrechus idoneus ingår i släktet Xylotrechus och familjen långhorningar. Inga underarter finns listade i Catalogue of Life.